# Московский район (Казань)
Московский район (тат. Мәскәү районы) — один из семи районов в городе Казань.
Московский район занимает северо-западную часть города Казани, граничит с Авиастроительным, Кировским,Ново-Савиновским, Вахитовским районами Казани и Зеленодольским районом Республики Татарстан. В районе находятся три поселка: Урицкого, Левченко, Краснооктябрьский. В Московском районе есть парк Урицкого. В парке можно поиграть в теннис и ещё позаниматься в спортивной площадке с гимнастическими снарядами. Для малышей выстроена детская площадка с качелями и горками. Красивые зеленые насаждения и прогулочные дорожки ведут к центру парка, где находится озеро, а над ним выстроены ажурные мостики. Рядом с парком расположена Городская клиническая больница № 16. В районе на улице Декабристов есть 3 станции метро:Северный вокзал, Яшьлек,Козья Слобода, а также ТРК «Тандем». На улице Восстания находится Городская поликлиника № 11. Через территорию района проходит железнодорожная магистраль. В районе насчитывается 99 улиц, жилищный фонд района составляет 908 жилых домов, в том числе 257 индивидуальной постройки.
С конца 2010 года администрации Московского и Кировского районов объединены (на базе администрации Московского района).
Район по праву считается центром-кластером химической промышленности, так как на его территории расположены такие крупные химические предприятия как ОАО «Казаньоргсинтез», ОАО «Татхимфармпрепараты», технопарк технополис «Химград», ОАО «Тасма-холдинг» и Казанская ТЭЦ-3.

## История
История Московского района началась с двух древних слобод: Козьей и Кизической.
Козья слобода возникла в XVII веке из одноимённой деревни, располагавшейся за Казанкой, к северо-западу от крепостного моста, по шоссейной дороге в Кизический монастырь.
История возникновения Кизической слободы заслуживает отдельного внимания. В 1654 году в город пришла эпидемия чумы. В июне 1654 года в наскоро построенную деревянную часовню к иконе Смоленской Божьей Матери, прославившейся исцелением от всех болезней и специально привезенной из Великого Устюга, шли люди, молясь о спасении города. Эпидемия миновала, город был спасен, и 9 июля 1654 года основан Кизический монастырь. Из деревни при Кизическом монастыре и возникла Кизическая слобода.
Как самостоятельный район, Московский образован 5 апреля 1973 года путем выделения в самостоятельную структуру из состава Ленинского района. В район вошла территория Ленинского района западнее улиц Центрально-Мариупольская, посёлка Грабарский, улиц Тимирязева, Воровского, проспекта Ибрагимова, Чистопольской. В нынешних границах с декабря 2000 года.

## Жилые массивы и кварталы
- Жилплощадка
- Кизическая слобода
- Козья слобода (часть)
- Краснооктябрьский
- Левченко
- Мостоотряд-3
- посёлок Урицкого
- 1-й квартал (Декабристов, Академика Королёва, Профессора Мухамедьярова)
- 2-й квартал (Декабристов, Воровского, Академика Королёва, Ибрагимова)
- 3-й квартал (Декабристов, Академика Королёва, Гагарина, Ибрагимова)
- 24-й квартал (Тунакова, Гагарина, Ибрагимова, Восстания)
- 25-й квартал (Декабристов, Гагарина, Тунакова, Воссстания)
- 26-й квартал (Восход, Гагарина, Декабристов, Восстания)
- 27-й квартал (Исаева, Гагарина, Восход, Восстания)
- 28-й квартал (Гагарина, Исаева, Восстания)
- 32-й квартал (Кулахметова, Шамиля Усманова, Восход, Восстания)
- 33-й квартал (Восход, Восстания, Декабристов, Шамиля Усманова)
- 34-й квартал (Декабристов, Восстания, Тунакова, Волгоградская)
- 35-й квартал (Тунакова, Восстания, Ибрагимова, Волгоградская)
- 42-й квартал (Декабристов, Волгоградская, Ибрагимова, Ямашева)
- 43-й квартал (Соловецких Юнг, Энергетиков, Шамиля Усманова, Декабристов, Ленская)
- 44-й квартал (Блюхера, Восход, Шамиля Усманова, Энергетиков)
- 45-й квартал (Серова, Шамиля Усманова, Восход)
- 47-й квартал (Восстания, Кулахметова, Сабан)
- 53-й квартал (Декабристов, Вахитова)
- 54-й квартал (Лушникова, Декабристов, Ленская)
- 56-й квартал (Ибрагимова, Ямашева, Бондаренко, Чистопольская)
- 56-й А квартал (Декабристов, Чистопольская, Бондаренко, Солдатская)

## Население
| 1979     | 1989     | 2002     | 2003     | 2004     | 2005     | 2006     |
| -------- | -------- | -------- | -------- | -------- | -------- | -------- |
| 145 396  | ↘140 612 | ↘132 400 | ↗132 500 | →132 500 | ↘131 315 | ↘130 945 |
| 2007     | 2009     | 2010     | 2012     | 2013     | 2014     | 2015     |
| ↘130 478 | ↘130 108 | ↗130 537 | ↘130 216 | ↗131 096 | ↘130 895 | ↗131 338 |
| 2016     | 2017     | 2018     | 2019     | 2020     | 2021     | 2023     |
| ↗131 917 | ↗132 074 | ↘131 491 | ↘130 206 | ↘127 773 | ↗133 168 | ↗134 104 |

## Инфраструктура
В районе зарегистрировано 7,5 тыс. юридических лиц и 3,8 тыс. индивидуальных предпринимателей, крупный и средний бизнес представлен 17 промышленными, 9 строительными и 1 транспортной организацией.
Московский район является одним из крупных промышленных районов г. Казани Удельный вес Московского района составляет 27 % от промышленных объёмов города. Промышленные предприятия района представляют различные отрасли экономики, но ведущей является химическая отрасль — 80 % выпуска продукции. При этом 70 % выпускаемой на территории района промышленной продукции приходится на мощности ОАО «Казаньоргсинтез», являющегося бюджетообразующим предприятием для г. Казани и важным стратегическим объектом для Республики Татарстан, на котором трудится более 9000 человек. В целях дальнейшего создания благоприятных условий для развития малых и средних компаний нефтехимической отрасли республики в Московском районе, на базе предприятия по производству фотоматериалов «Тасма», успешно развивается Технополис «Химград», на территории которого расположено более 70 профильных предприятий. После выхода на проектную мощность ожидаемое число резидентов возрастет до 200, с общим количеством работников 10000 человек.
На территории района расположено 353 стационарных предприятий торговли (2 гипермаркета, 10 торговых центров, 19 продуктовых универсамов, 27 промышленных универсамов, 97 продмагазинов, 156 проммгаазинов, 42 минимаркета) и 243 объекта мелкорозничной сети. Торговая площадь предприятий торговли составляет 130239,0 м².
В районе функционирует 181 объект общественного питания (количество посадочных мест — 3402 ед.), из них — 45 ресторанов и кафе, 97 столовых, в том числе на промпредприятиях.
Осуществляют деятельность 170 объектов бытового обслуживания, 39 аптек и аптечных пунктов, 24 предприятий связи и салонов сотовой связи.
В районе находится 19 объектов здравоохранения; 18 объектов культуры — 5 Дворцов и Домов культуры, 11 библиотек, 2 детские музыкальные школы; 16 подростковых клубов; 189 объектов спорта, в том числе 8 спортивных школ; 21 школы, 41 детских сада.

## Парки и скверы
В Московском районе расположено 2 одних из самых крупных и обустроенных парка в Казани: Парк «Сосновая роща» (ДК «Химиков») и Парк им. Урицкого.
Парк Урицкого расположен между улицами Хасана Туфана, Академика Королёва, Васильченко и Гагарина. В правой части парка Урицкого находится Центр культуры и спорта «Московский» (бывший ДК «Моторостроителей», в советское время — ДК имени Урицкого). В центре парка расположено озеро, от которого отведена протока, украшенная ажурными мостиками. В озере водятся небольшие рыбы, а также в теплое время года живут утки, которых подкармливают посетители парка.
Парк «Сосновая роща» был заложен ещё в 1945 году и является одним из самых больших в Казани, а план его реконструкции стал вторым крупнейшим после проекта парка Горького. После реконструкции установлены уникальные детские площадки, которые компании Казани научились делать по датским и нидерландским технологиям. На площадке хорошо прослеживалась единая тематика: например, представлена таблица Менделеева и т. д. Немаловажно, что в обновленном парке установили площадки для детей с ограниченными физическими возможностями.
При этом, в Московском районе есть множество небольших скверов, в которых могут отдохнуть жители и гости города. Самые известные скверы это — Сквер им. Васильченко (находится рядом со зданием Администрации Кировского и Московского района), площадь Восстания и сквер Молодёжный (Декабристов, 1).

## Фотогалерея

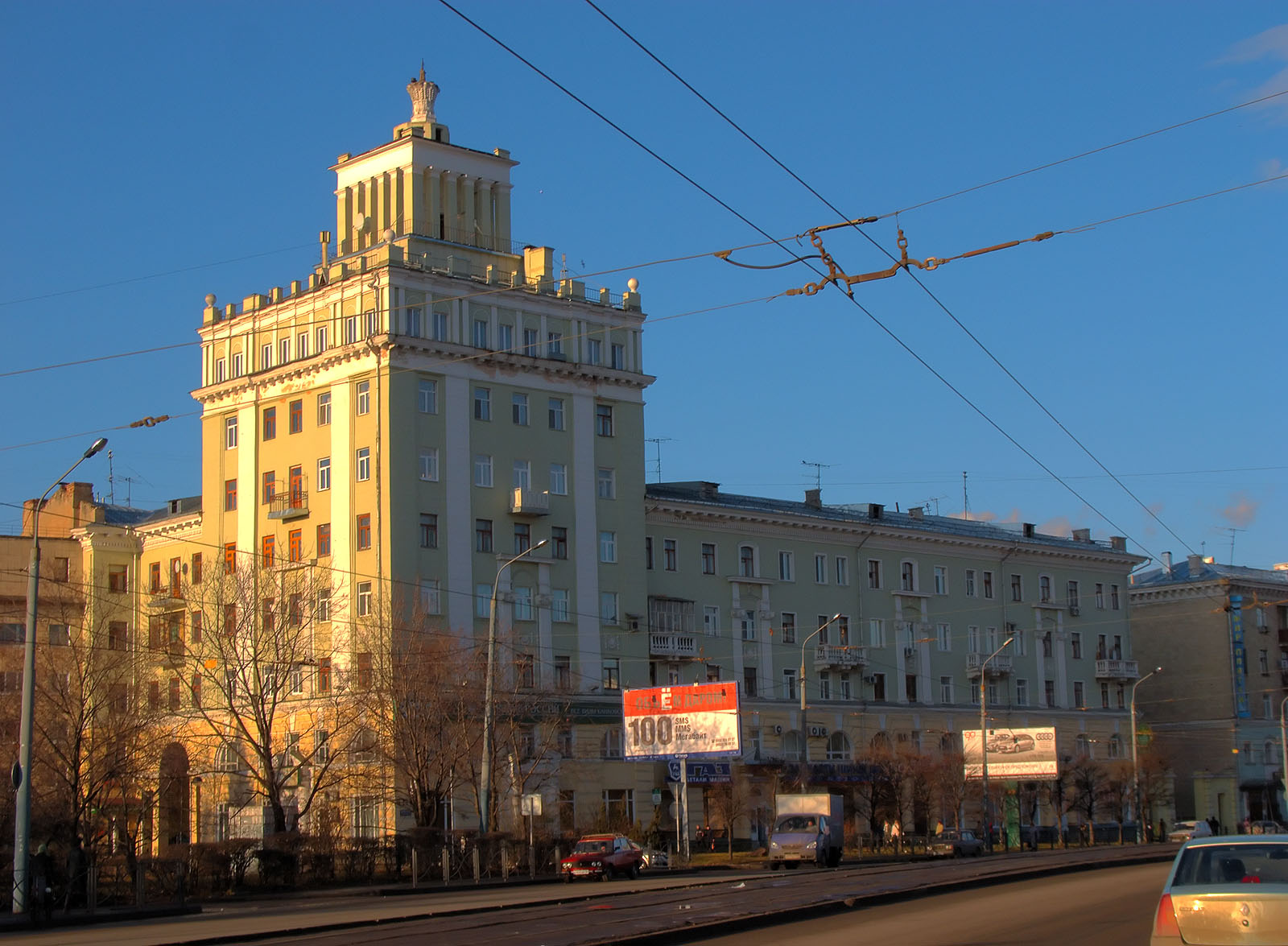
Здание в сталинском стиле
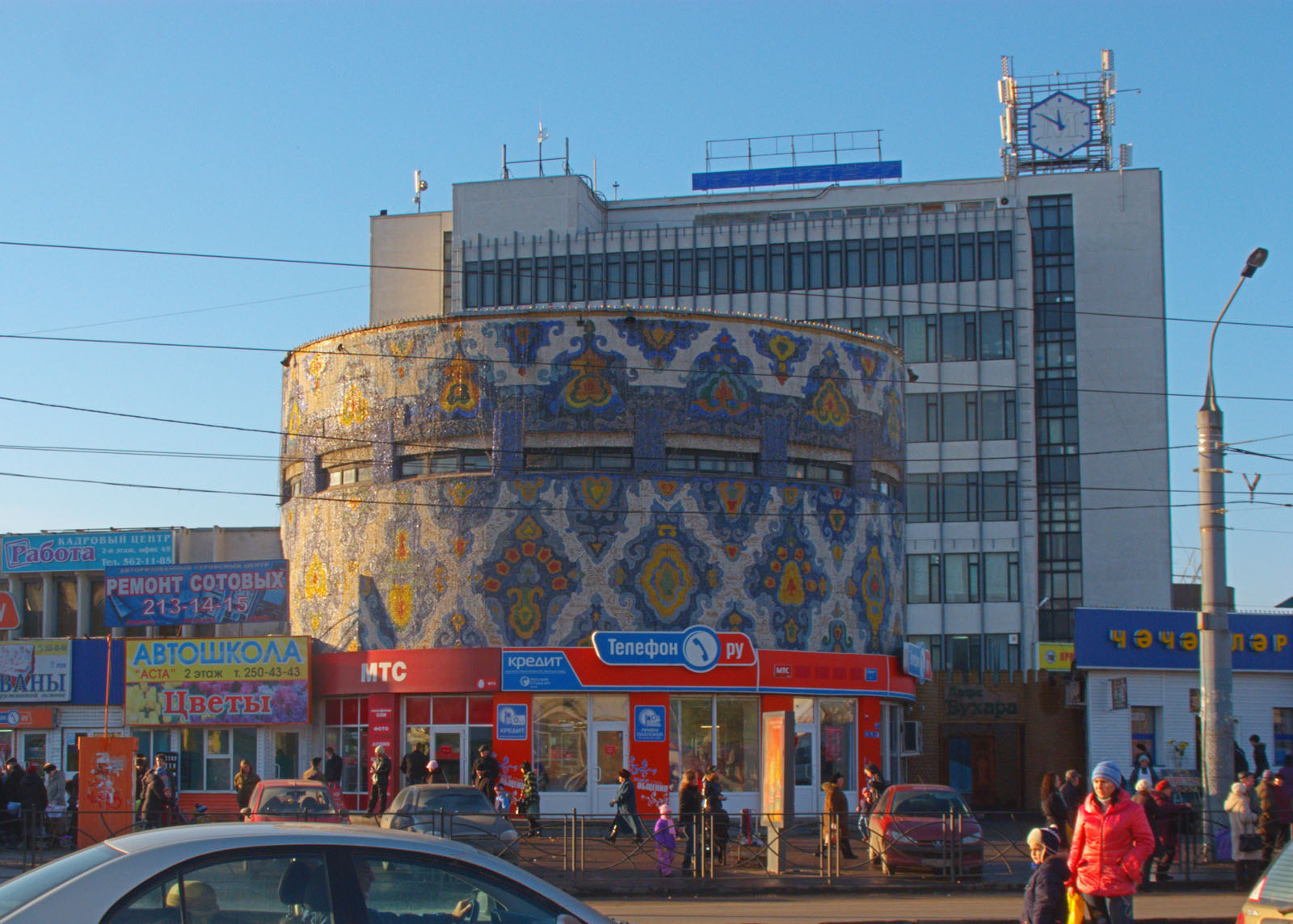
«Тюбетейка», один из символов района в его общественном центре у Московского рынка
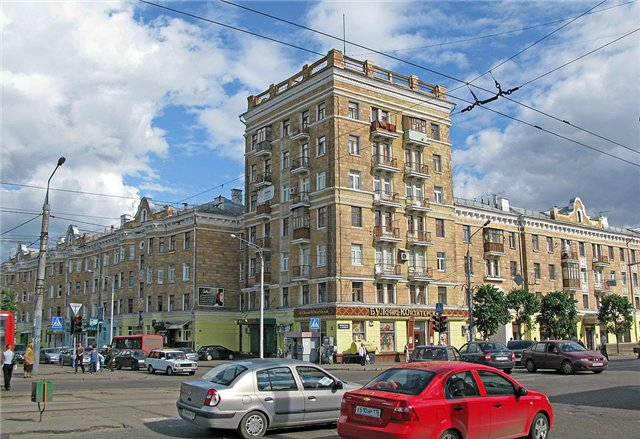
Перекресток Гагарина-Декабристов
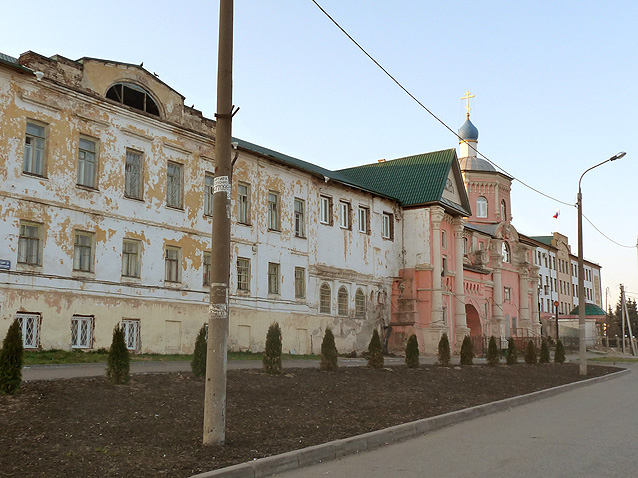
Кизический монастырь
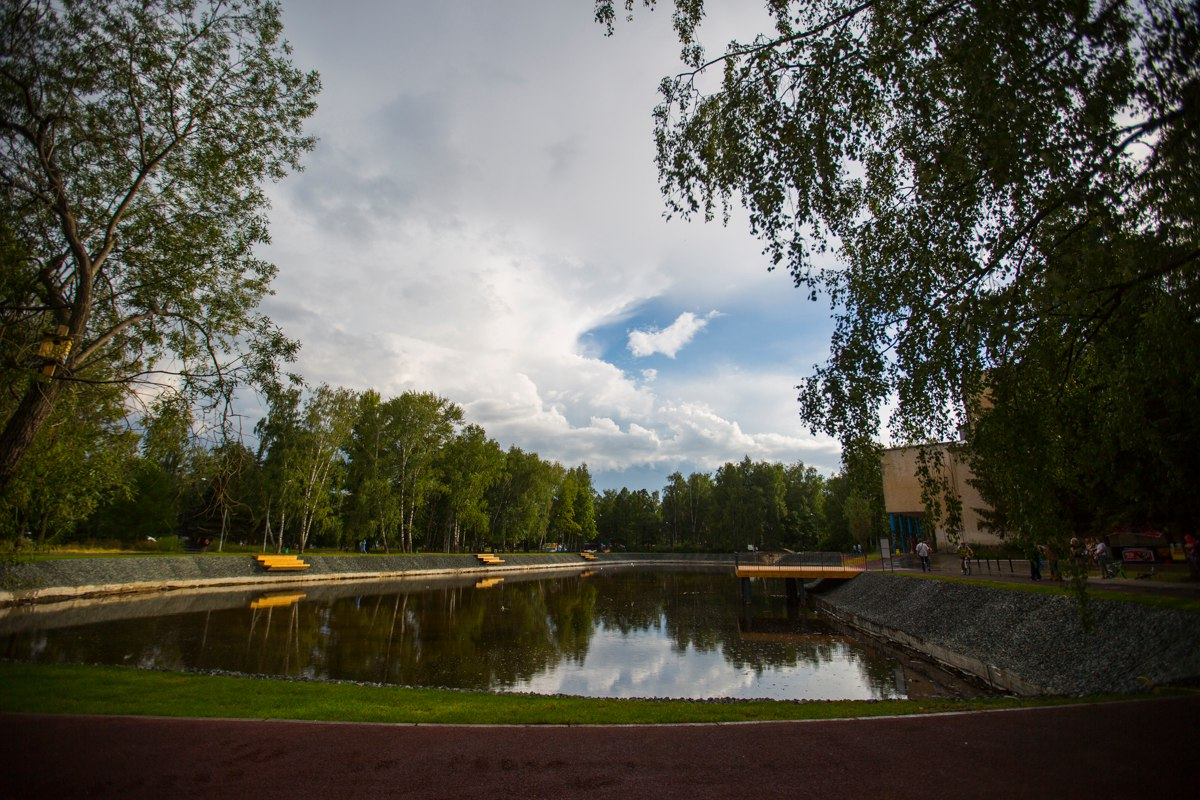
Парк им.Урицкого
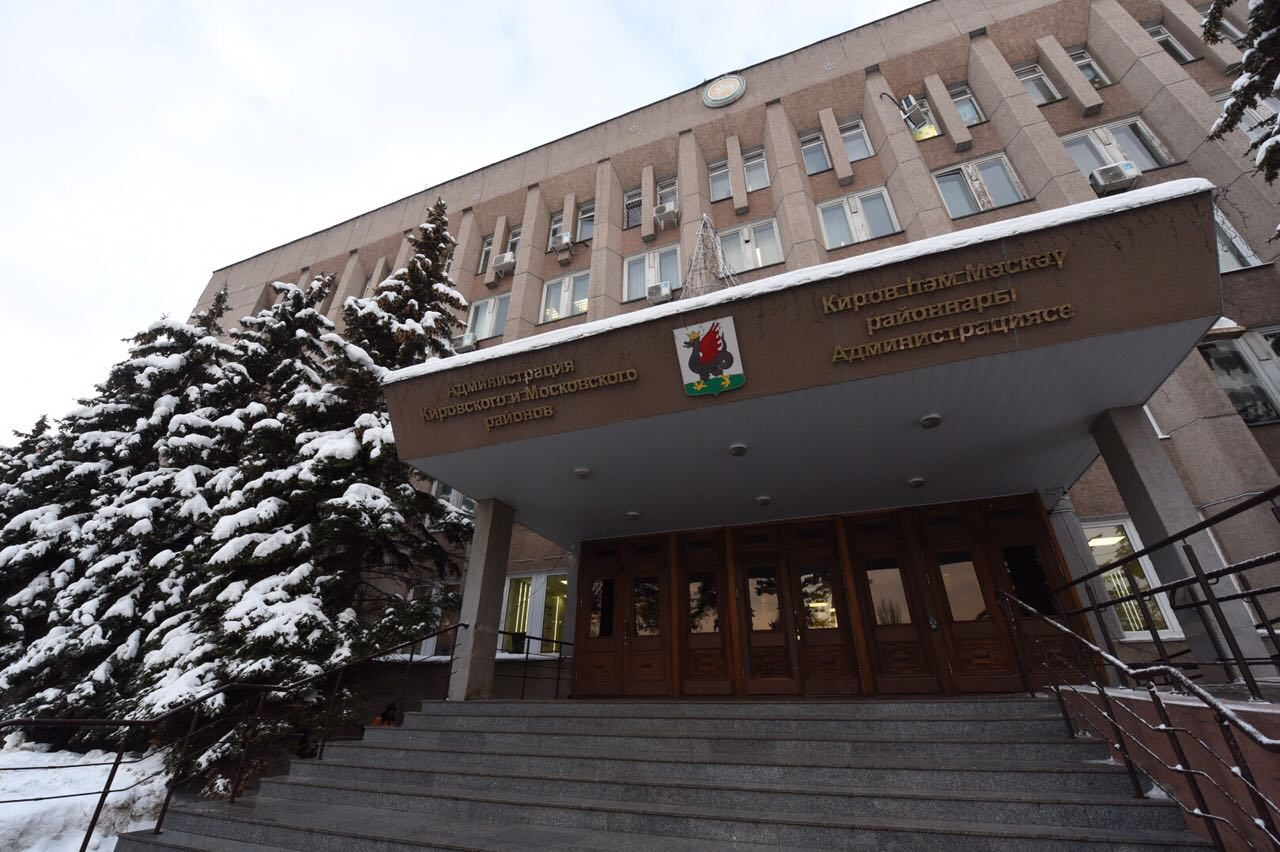
Администрация Кировского и Московского районов ИКМО г.Казани